# Charly Pop
Charly Pop est un humoriste-bruiteur québécois. Il a fait ses premières apparitions au Festival Juste pour rire à Montréal. Originaire de Sherbrooke. Né le 2 octobre 1983, il a plus de 2000 shows à son actif et il a débuté il y a plus de 15 ans. Ses parents sont aussi artistes (guitariste et actrice, comédienne). 